# Freden i Cateau Cambrésis

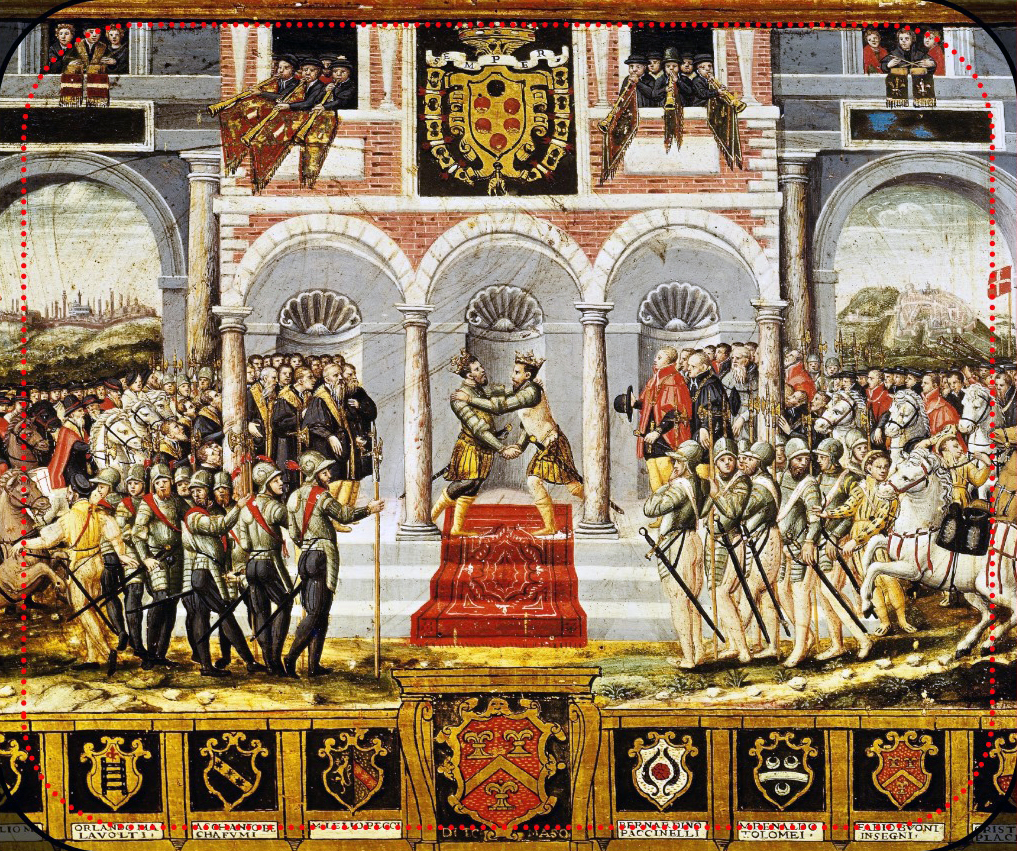
Freden i Cateau Cambrésis. I verkligheten var Henrik II av Frankrike och Filip II av Spanien inte närvarande. Freden undertecknades av deras ambassadörer.

Freden i Cateau Cambrésis är ett fördrag som slöts mellan Elisabet I av England och Henrik II av Frankrike 2 april 1559 och mellan Henrik och Filip II av Spanien 3 april samma år vid Le Cateau-Cambrésis, omkring tjugo kilometer sydöst om Cambrai. Detta fredsfördrag avslutade de italienska krigen och Habsburg-Valoiskrigen.
Frankrike och Habsburg hade varit i krig under större delen av de gångna sextiofem åren, och England hade då och då ingripit på Frankrikes fiendes sida. Man kom fram till att Frankrike skulle överlämna Piemonte och Savojen till hertigen av Savojen, men fick behålla Saluzzo, Calais och biskopsdömena Metz, Toul och Verdun. Spanien behöll Franche-Comté.
Emanuel Filibert, hertig av Savojen gifte sig med Margareta, syster till Henrik II av Frankrike, och Filip II av Spanien gifte sig med Henriks dotter Elisabeth av Valois.
Henrik II av Frankrike omkom under det tornerspel som hölls för att fira freden. Hans öga och hjärna genomborrades av en skärva från Gabriel Montgomerys (kaptenen för kungens skotska livgarde) lans.